# Dervock
Dervock är en ort i Storbritannien.   Den ligger i riksdelen Nordirland, i den västra delen av landet, 600 km nordväst om huvudstaden London. Dervock ligger 37 meter över havet och antalet invånare är 714.
Terrängen runt Dervock är huvudsakligen platt. Dervock ligger nere i en dal. Runt Dervock är det ganska glesbefolkat, med 34 invånare per kvadratkilometer. Närmaste större samhälle är Ballymoney, 5,8 km sydväst om Dervock. Trakten runt Dervock består i huvudsak av gräsmarker.